# William Henry Dietz
William Henry "Lone Star" Dietz (1884-1964) fue Entrenador en jefe de los Boston Redskins (los actuales Washington Redskins) de la National Football League.
George Preston Marshall, el dueño y fundador de la franquicia, buscaba renombrar los Boston Braves después de abandonar el estadio que compartían con el equipo de béisbol con el mismo nombre. Escogió el nombre de "Redskins" en honor a Dietz, quien decía ser un sioux. Dietz también entrenó al Washington State College, incluida su única victoria en el Rose Bowl en 1916, Purdue, y a Wyoming, entre otras escuelas. Dietz jugó en la Carlisle Indian Industrial School en Carlisle, Pensilvania, teniendo como compañero de equipo a Jim Thorpe, entrenados ambos por Pop Warner.

## Fútbol universitario
Dietz fue el 14º entrenador en jefe del equipo de fútbol americano universitario de los Washington State University Cougars ubicados en Pullman, Washington y mantuvo esa posición por tres años, de 1915 hasta 1917.
Su marca con Washington State fue de 17 partidos ganados, 2 perdidos, y un empate. Hasta la conclusión de la temporada de 2008, aún está ubicado en el 8º lugar en Washington State en victorias totales y en 3º en porcentaje de victorias con 0.875%.

## Lecturas
- Keep A-goin': the life of Lone Star Dietz (2006) ISBN 0-9774486-1-4, hardback; ISBN 0-9774486-0-6, softcover (2006)
- Doctors, Lawyers, Indian Chiefs (2008) ISBN 978-0-9774486-7-8 con un solo capítulo dedicado a Lone Star Dietz